# Alconada de Maderuelo
Alconada de Maderuelo és un municipi de la província de Segòvia, a la comunitat autònoma de Castella i Lleó. Està situat entre Ayllón i Maderuelo.